# Проповідник (телесеріал)
«Проповідник» (англ. Preacher) — американський комедійно-драматичний телесеріал, створений Еваном Голдбергом та Сетом Роґеном для каналу AMC. Він є екранізацією однойменного коміксу DC Comics. Серіал був запущений 9 серпня 2015 року. Прем'єра відбулась у травні 2016 року.

## Сюжет

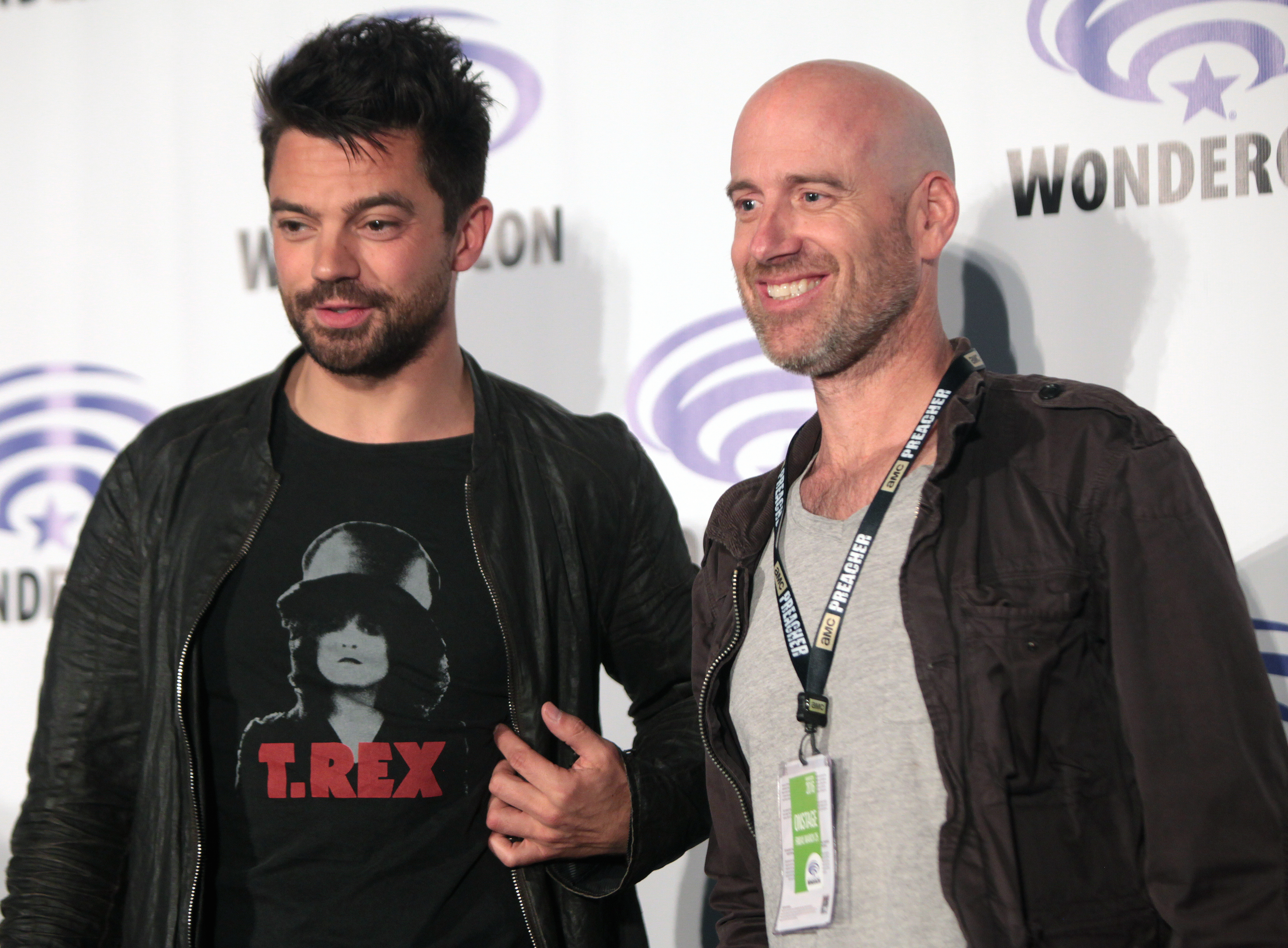
Домінік Купер (ліворуч) і Сем Кетлін (праворуч) рекламують «Проповідник» на WonderCon 2016 у Каліфорнії

Священик Джессі Кастер став носієм дивної істоти на ім'я Генезис. Це дитя є наслідком злягання ангела і демона. Воно одночасно є квінтесенцією світла та згустком абсолютного зла. Генезис — єдина істота у Всесвіті, яке може стати врівень з Богом, якщо того побажає, а його носій автоматично стає наймогутнішою істотою в матеріальному світі.

## У ролях
| Актор            | Роль            |
| ---------------- | --------------- |
| Домінік Купер    | Джессі Кастер   |
| Джозеф Ґілґан    | Кесседі         |
| Рут Негга        | Тюліп О'Хара    |
| Іан Коллетті     | Обличчя-дупа    |
| Грем Мактавіш    | Святий Убивця   |
| Піп Торренс      | Герр Старр      |
| Ноа Тейлор       | Адольф Гітлер   |
| Джулі Енн Емері  | Лара Фітерстоун |
| Малкольм Барретт | Ф.Дж. Гувер     |
| Вільям Ерл Браун | Г'юґо Рут       |
| Том Брук         | Фіор            |
| Люсі Гріффітс    | Емілі           |
| Дерек Вілсон     | Донні Шенк      |
| Анатоль Юзеф     | ДеБланк         |
| Рональд Гуттман  | Деніс           |
| Колін Каннінгем  | Ті Сі           |
| Бетті Баклі      | Бабуся          |
| Джеремі Чілдс    | Джоді           |

## Проповідник, що говорить
Шоу Talking Preacher було прямим афтер-шоу, яке вів Кріс Гардвік, де гості обговорювали епізоди «Проповідника». Шоу використовувало той самий формат, що й Talking Dead, Talking Bad та Talking Saul, які також вів Гардвік.
Перший епізод Talking Preacher дебютував одразу після виходу пілотного випуску на біс 29 травня 2016 року з гостями Сетом Роґеном, Еваном Голдбергом, Домініком Купером і Семом Кетліном і зібрав 538 000 глядачів. Другий випуск вийшов в ефір після фіналу першого сезону Preacher 31 липня 2016 року з гостями Рогеном, Голдбергом і Ієном Коллетті  і зібрав 620 000 глядачів.
Після перших двох епізодів другого сезону «Проповідника» афтершоу повернулося, і випуск вийшов відразу після другого епізоду 26 червня 2017 року з гостями Домініком Купером, Гремом Мак-Тавішем і Семом Кетліном і зібрав 441 000 глядачів. Третій епізод вийшов після фіналу другого сезону з гостями Домініком Купером, Семом Кетліном, Ієном Коллетті та Піпом Торренсом і зібрав 298 000 глядачів.